# Don Airey
Donald Smith Airey, más conocido como Don Airey (Sunderland, 21 de junio de 1948), es un teclista inglés y un nombre importante en la escena del heavy metal y hard rock británicos desde los años setenta.
Airey ha trabajado con bandas y artistas como Gary Moore, Ozzy Osbourne, Judas Priest, Black Sabbath, Jethro Tull, Whitesnake, Colosseum II, Sinner, Michael Schenker, Uli Jon Roth, Rainbow, Ten, Divlje jagode, Living Loud y el compositor teatral Andrew Lloyd Webber, entre muchos otros. Airey también es compositor y arreglista; además, está a punto de emprender un nuevo capítulo de su carrera como solista con el lanzamiento de su álbum número ciento veintidós, A Light in the Sky.[cita requerida] En marzo de 2002 fue convocado por Jon Lord para ocupar su puesto tras su retiro de Deep Purple.

## Biografía
Nació en Sunderland, al noreste de Inglaterra, en 1948, e inspirado por su padre, Norman Airey, tomó amor hacia la música a temprana edad y aprendió a tocar el piano clásico cuando tenía siete años. Complementó su educación musical con un máster en la Universidad de Nottingham y un diploma en la Royal Northern College of Music.
Se trasladó a Londres en 1974, y entró en el mundo del rock de la mano de Cozy Powell y su banda C.P.Hammer, que tenía programado un año de gira. Cuando se acabó ésta, se movió sobre un nivel más "esotérico" con una banda de fusión.
Tres álbumes siguieron a este proyecto: Strange New Flesh, Electric Savage, y una colaboración con Andrew Lloyd Webber, que le llevó a las listas de éxitos con Variations. En 1977 Airey participó en la primera formación de la banda de Gary Moore en solitario, con el álbum Back on the streets, componiendo los arreglos para el tema Biscayne Blues, al que las letras de Phil Lynott convirtieron en Parisienne Walkaways, un Topten en todo el mundo.
Cuando Colosseum II se separaron en 1978, pasa a formar parte de Black Sabbath debutando en el disco Never Say Die!, poco antes de ser miembro de Rainbow de la mano de su amigo Cozy, donde participa en álbumes como Down to Earth o Difficult to Cure, con éxitos como «I Surrender» o «Since You've been Gone» que ocupan tres años de su vida personal.
Se tomó un descanso para luego participar en el álbum que abriría la carrera en solitario de Ozzy Osbourne: Blizzard of Ozz. En este disco su aporte es vital para que se haga oír en las emisoras estadounidenses, y por fin concluye la gira de Rainbow, de donde se marcha en 1981 para formar parte estable de la banda de Ozzy Osbourne durante tres años (hasta Bark at the Moon).

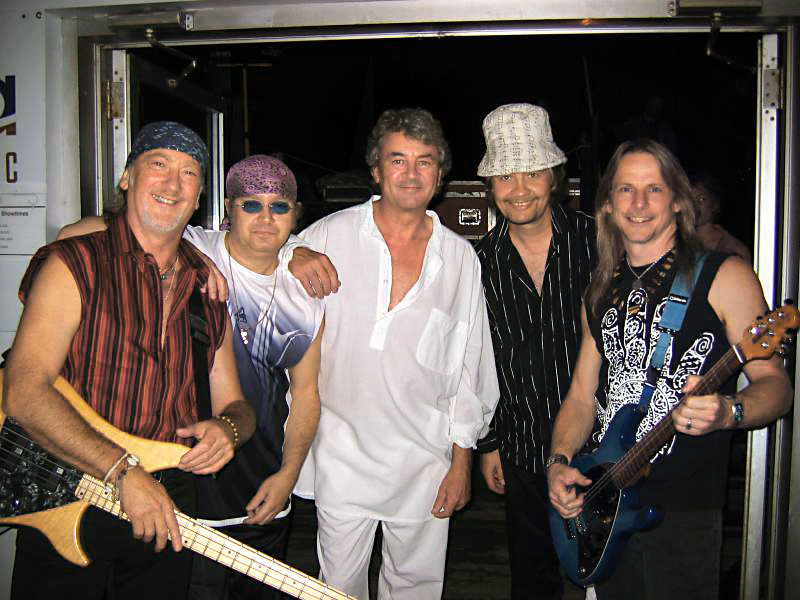
Don Airey (con sombrero blanco), con Deep Purple, en 2004.

Volvió al Reino Unido en 1985, y participó en diversas bandas (incluyendo la de Gary Moore y los Alaska de Bernie Marsden) antes de volver a Vancouver para agregar sus teclados a un álbum que se convirtió en uno de los más vendidos de la historia del rock: el 1987 de Whitesnake. Una vez terminado este capítulo, Don vuelve a viajar en 1987 con Jethro Tull en una gira por EE. UU. y Europa.
Un nuevo proyecto en el 88, tras colaborar con Eddie Clark y sus Fastway junto a Neil Murray y una nueva banda en el sello MCA, junto a Gary Moore, Cozy Powell, Chris Thompson y Colin Blunstone, creó K2 y grabaron un trabajo que vio la luz en 1989 de forma limitada en Japón y Alemania solamente, y sirvió como puente al tecladista antes de regresar a Whitesnake y crear Slip of the Tongue, para, poco después, participar en los ensayos de la nueva faceta de Gary Moore y su onda más blues, creando el disco de blues más vendido de la historia[cita requerida]: Still got the blues, que contenía tres hit-singles: King of the Blues, Still Got the Blues y Walking by Myself, cuya gira de presentación le ocupó durante todo un año.
Entre 1991 y 1997, crea la Don Airey Music, una "fábrica de música", haciendo bandas sonoras, anuncios y sintonías de todo tipo, y colaborando esporádicamente con artistas como Brian May, Cozy Powell, Tony Iommi, Katrina y the Waves, Uli Roth, y en 1996 se une a la reformada Electric Light Orchestra en su gira de reunión.
En 1998 Airey gira con el G3 de Joe Satriani para formar parte después de una reencarnación de Whitesnake con los viejos miembros originales, Bernie Marsden y Micky Moody.
A partir del año 2002 ingresa de forma permanente en Deep Purple, reemplazando al eterno Jon Lord. Con los Purple ha grabado los discos Bananas (2003), Rapture of the Deep (2005), Now What?! (2013), Infinite (2017), Whoosh! (2020) y Turning to Crime (2021).